# كومبيتيشون (ميزوري)
كومبيتيشون (بالإنجليزية: Competition)‏ هي إحدى المجتمعات الفردية (غير مصنفة) في ولاية ميزوري في الولايات المتحدة الأمريكية.